# Krėva
Krėva (in bielorusso Крэва; in polacco Krewo; in lituano Krevas) è un comune della Bielorussia, situato nella regione di Hrodna.
Nel 1385 Krėva è stata il luogo dove è stato ratificato il trattato di unione tra il Regno di Polonia e il Granducato di Lituania, atto passato alla storia come unione di Krewo.